# Adolf Frederik 6. af Mecklenburg-Strelitz
Adolf Frederik 6. (tysk: Adolf Friedrich VI.) (17. juni 1882 – 23. februar 1918) var den sidste storhertug af Mecklenburg-Strelitz fra 1914 til 1918.

## Eksterne links
- Wikimedia Commons har flere filer relateret til Adolf Frederik 6. af Mecklenburg-Strelitz